# Speed 2 : Cap sur le danger
Pour les articles homonymes, voir Speed.
Série
Speed
(1994)
Pour plus de détails, voir Fiche technique et Distribution.
Speed 2 : Cap sur le danger ou Ça va clencher! au Québec (Speed 2: Cruise Control) est un film d'action américain réalisé par Jan de Bont et sorti en 1997. Il fait suite à Speed, du même réalisateur, sorti en 1994.

## Synopsis
Annie Potter est désormais fiancée à un autre policier, Alex Shaw. Ils décident de faire une croisière romantique dans les Caraïbes sur le paquebot Seabourn Legend. Pas de chance, le navire tombe aux mains d'un génie informatique qui modifie la programmation du pilote automatique. Alex tente alors de déjouer les plans du pirate et de mettre les passagers hors de danger.la 
Gjjk

## Fiche technique
- Titre original : Speed 2: Cruise Control
- Titre français : Speed 2 : Cap sur le danger
- Titre québécois : Ça va clencher!
- Réalisation : Jan de Bont
- Scénario : Randall McCormick et Jeff Nathanson, d'après une histoire de Jan de Bont et Randall McCormick, d'après les personnages créées par Graham Yost
- Musique : Mark Mancina
- Photographie : Jack N. Green
- Production : Jan de Bont, Mark Gordon, Steve Perry, Michael Peyser, Glenn Salloum
- Sociétés de production : 20th Century Fox et Blue Tulip Productions
- Distribution : 20th Century Fox
- Pays de production :  États-Unis
- Langues originales : anglais, langue des signes américaine, portugais
- Format : 2.35 couleur (DeLuxe) - son DTS, Dolby Digital, SDDS
- Genre : action, catastrophe
- Durée : 121 minutes
- Dates de sortie : 
  - États-Unis, Canada : 13 juin 1997
  - France : 23 juillet 1997

## Distribution
- Sandra Bullock (VF : Chrystelle Labaude ; VQ : Hélène Mondoux) : Annie Potter
- Jason Patric (VF : Philippe Crubézy ; VQ : Daniel Picard) : l'officier Alex Shaw
- Willem Dafoe (VF : Georges Claisse ; VQ : Jean-Marie Moncelet) : John Geiger
- Joe Morton (VF : Jean-Jacques Nervest ; VQ : Pierre Chagnon (acteur)) : le lieutenant Herb « Mac » McMahon (non crédité)
- Temuera Morrison (VF : Joël Zaffarano ; VQ : Marc Bellier) : Juliano
- Brian McCardie (en) (VF : Jérôme Keen ; VQ : Gilbert Lachance) : Merced
- Christine Firkins : Drew
- Michael G. Hagerty (VQ : Benoit Rousseau) : Harvey
- Colleen Camp (VF : Pascale Jacquemont ; VQ : Sophie Faucher) : Debbie
- Lois Chiles (VQ : Anne Bédard) : Celeste
- Francis Guinan (VF : Gérard Darier ; VQ : Pierre Auger) : Rupert
- Tamia (VF : Kelvine Dumour) : Sheri Silver
- Jeremy Hotz (VF : Régis Lang ; VQ : Alain Zouvi) : Ashton
- Enrique Murciano : Alejandro
- Jessica Diz : Isabel
- Connie Ray (VF : Danièle Hazan) : Fran Fisher
- Patrika Darbo : Ruby Fisher
- Kimmy Robertson : Liza
- Charles Parks (VF : Jean-Jacques Nervest) : Frank
- Susan Barnes : Constance
- Bo Svenson (VF : Yves-Marie Maurin) : le capitaine Pollard
- Royale Watkins (VF : Emmanuel Karsen) : Dante
- Glenn Plummer (VF : Christophe Peyroux ; VQ : Bernard Fortin) : Maurice (le propriétaire de la Jaguar dans le premier film Speed)
- Tim Conway (VF : René Bériard) : M. Kenter
- Jay Lacopo (en) (VF : Gérard Darier) : le promoteur immobilier
- le groupe UB40 : eux-mêmes

 Source et légende : version française (VF) sur RS Doublage

## Distinctions
- Aux Razzie Awards 1998, le film est nommé comme candidat pour huit titres, il ne remporta que celui du pire remake ou suite de l'année 1997.